# Hermann Irving Schlesinger
Hermann Irving Schlesinger (Milwaukee, 11 de outubro de 1882 — Chicago, 3 de outubro de 1960) foi um químico estadunidense, com contribuições fundamentais à química do boro.
Juntamente com Herbert C. Brown descobriu o borohidreto de sódio em 1940, e ambos estiveram envolvidos no posterior desenvolvimento da química dos borohidretos.
De 1907 a 1960 trabalhou na Universidade de Chicago.